# Direction assistée
Pour les articles homonymes, voir DAE.

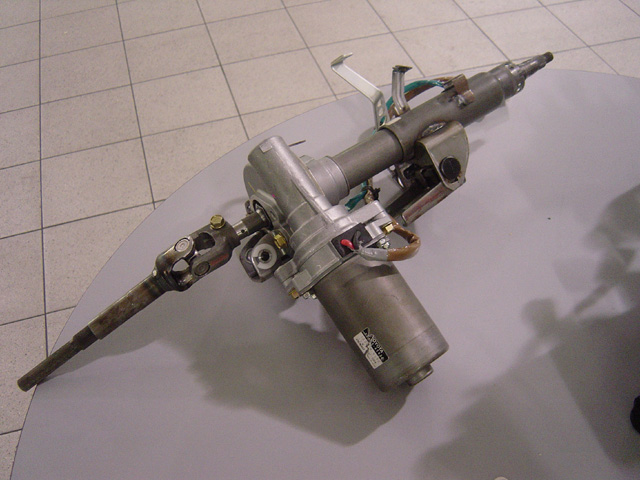
Dispositif de direction assistée d'une Toyota Prius.

La direction assistée est un système mécanique d'assistance à l'orientation des roues d'un véhicule automobile, comme les voitures légères ou les camions. 
Chrysler Corporation a introduit le premier système de direction assistée pour voiture de tourisme disponible dans le commerce sur la Chrysler Imperial de 1951 sous le nom de "Hydraguide".  Le système Chrysler était basé sur certains des brevets expirés de Davis. General Motors a présenté la Cadillac 1952 avec un système de direction assistée en utilisant le travail que Davis avait fait pour l'entreprise près de vingt ans plus tôt.
La direction assistée est particulièrement utile en milieu urbain, où les manœuvres nécessitant de grands mouvements du volant sont plus fréquentes que sur autoroute. La direction assistée est opérationnelle à basse vitesse (moins de 10 km/h) et se désactive au-delà : à partir d'une certaine vitesse, elle pourrait rendre la conduite dangereuse, le conducteur ne pouvant pas « sentir » la route.
Dans une voiture en bon état, le volant offre une certaine résistance au changement de direction et se redresse automatiquement quand le conducteur réduit l'effort nécessaire au virage. L'effort demandé dépend du rayon du virage. En conditions de manœuvre à basse vitesse, telles que le stationnement, cet effort est inconfortable et inutile. Mais si par suite d'un dysfonctionnement, la direction continue à être assistée à haute vitesse, cette résistance n'est plus ressentie et le conducteur n'a plus conscience de la direction de la voiture au bout de ses doigts. La conduite devient ainsi dangereuse ou exige au moins un effort de concentration permanent pour ne pas s’écarter de la ligne droite.

## Historique
- 30 août 1932 : brevet déposé par Francis W. Davis, Belmont, MA[1].
- 1951 : fabrication de la première Chrysler Imperial équipée d’un système appelé hydroguide.
- 16 février 1954 : brevet déposé par Charles F. Hammond[2].

En 2025, la législation européenne évolue et autorise la direction de type « steer by wire ».

## Technologie
- Système hydraulique
  - Système DIRAVI de Citroën équipant les Citroën SM, certaines Citroën CX, Citroën XM, Maserati Quattroporte II, Maserati Khamsin
- Systèmes électro-hydrauliques
- Système électrique (EPS ou EPAS)

## Direction assistée électrique

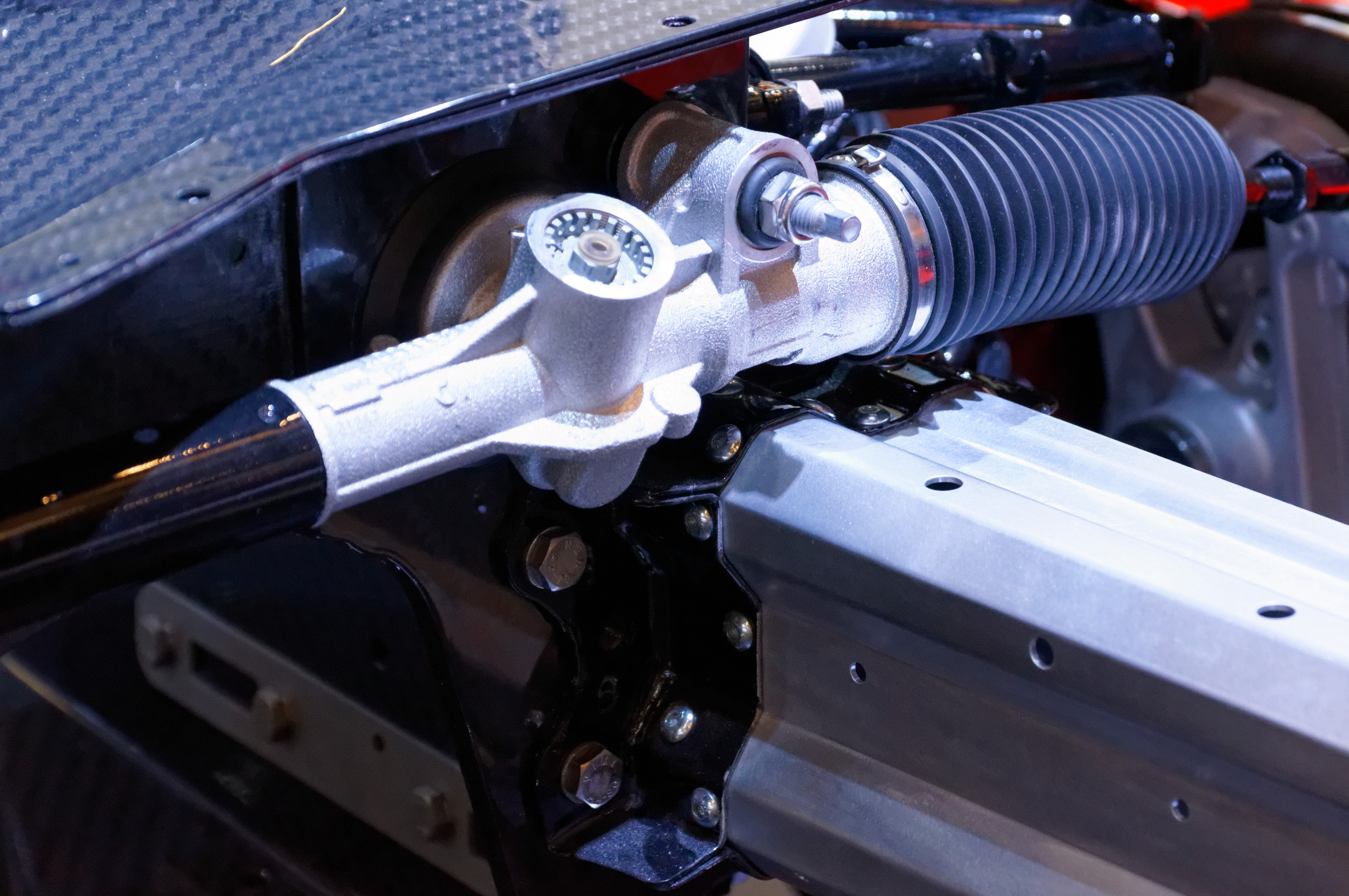
Détail de la direction assistée d'un coupé Alfa Romeo 4C.

La direction assistée électrique (D.A.E.) utilise un moteur électrique pour assister le conducteur. Les nombreux avantages de la D.A.E. ont permis l'essor de cette technologie au détriment des directions assistées hydrauliques. Le principal avantage est l'économie de carburant. La direction assistée hydraulique nécessite en effet le fonctionnement d'une pompe hydraulique, qu'il y ait besoin d'assistance ou non, alors qu'une direction assistée électrique ne sollicite le moteur électrique que lorsque cela est nécessaire. Comparée à une assistance hydraulique conventionnelle, l'assistance électrique permet une économie de carburant jusqu'à 0,4l/100 km et une réduction d'émission de CO2 jusqu'à 8 g CO2/km. En plus de l'économie de carburant, la direction assistée électrique apporte de nouvelles fonctionnalités de sécurité active et de confort. 
En 2011, 58 % des voitures produites sont équipées de D.A.E., contre 26 % en 2005.
Le fonctionnement d'une D.A.E. est le suivant : un capteur de couple mesure le couple exercé par le conducteur sur la colonne de direction. En fonction de ce couple et des conditions de conduite, le calculateur pilote le moteur électrique pour fournir un couple additionnel sur le pignon de la crémaillère. Bien que ce fonctionnement semble simple, les premières directions électriques furent un échec à cause d'un mauvais ressenti de conduite. Il a donc fallu recréer, à l'aide de logique de commande complexe et du savoir-faire des experts, les prestations que procuraient naturellement les directions assistées hydrauliques. On peut notamment citer la compensation de l'inertie apportée par le moteur électrique ou l'ajout d'amortissement.
Il existe plusieurs types de D.A.E. selon la position du moteur électrique :
- D.A.E. haut de colonne ;
- D.A.E. simple pignon ;
- D.A.E. double pignon ;
- D.A.E. à moteur concentrique et
- D.A.E. à courroie.